# 格拉弗尔希尔 (印第安纳州)
格拉弗尔希尔（英語：Gravel Hill）是位於美國印地安納州本頓縣的一個非建制地區。該地的面積和人口皆未知。

## 地理
格拉弗尔希尔的座標為40°39′00″N 87°22′12″W / 40.65000°N 87.37000°W，而該地的平均海拔高度為247米（即810英尺）。